# Leopold von Mildenstein
Leopold von Mildenstein (ur. 30 listopada w 1902 w Pradze – zm. 1968) – oficer SD, zaangażowany w ostateczne rozwiązanie kwestii żydowskiej, mentor Adolfa Eichmanna, w okresie zimnej wojny podający się za agenta wywiadu USA.

## Życiorys
Urodził się w Pradze, w rodzinie szlacheckiej wyznania rzymskokatolickiego. Będąc zwolennikiem Adolfa Hitlera został członkiem SD. Służbę rozpoczął od misji specjalnej w Palestynie. W 1935 Reinhard Heydrich mianował go kierownikiem II-112, biura do spraw żydowskich. Od 1937 pracował w Ministerstwie Propagandy kierowanym przez Josepha Goebbelsa. Zbrodniarz wojenny Adolf Eichmann zarówno von Mildensteina, jak i Ottona von Bolschwinga uznał za swych mentorów, którzy wprowadzili go w tzw. problem żydowski. Eichmann potwierdził też, że pomysł wysłania Żydów z Niemiec do Palestyny wysunęli jego mentorzy.
Po zakończeniu wojny talenty propagandowe von Mildensteina zostały wykorzystane przez niemiecką partię polityczną FDP oraz filię Coca-Coli. Kiedy ze względu na swoją przeszłość został aresztowany przez policję niemiecką, twierdził, że jest amerykańskim agentem, potwierdzeniem czego był kontakt w 1954 von Mildensteina z placówką CIA we Frankfurcie. Zmarł w 1968 r.